# 3522 Becker
För andra betydelser, se Becker (olika betydelser).
3522 Becker eller 1941 SW är en asteroid i huvudbältet som upptäcktes den 21 september 1941 av den finske astronomen Yrjö Väisälä vid Storheikkilä observatorium. Den är uppkallad efter språkforskare och tidningsman Reinhold von Becker.
Asteroiden har en diameter på ungefär 20 kilometer.